# Vajda Károly (tanár)
Vajda Károly (Wolf Károly, Pozsony, 1855. június 18. – Budapest, 1921. szeptember 8.) bölcseleti doktor, állami főgimnáziumi tanár, középiskolai igazgató.

## Élete
1860-ig Bécsben nevelkedett; 1860-tól 1872-ig Pozsonyban végezte elemi és középiskolai tanulmányait; 1872-től 1875-ig a bécsi egyetemen, 1875-76-ban a budapestin bölcselethallgató volt; 1876. június 13-án tanári oklevelet nyert a latinból és görögből, 1876. szeptember 12-től 1879. december 31-ig a budapesti II. kerületi katolikus egyetemi főgimnáziumban helyettes tanár; 1879. november 29-től rendes tanár a fehértemplomi gimnáziumban; honnét 1898-ban a budapesti I. kerületi állami gimnáziumhoz került; időközben 1882-ban Wolf családi nevét Vajdára változtatta, 1886-ban bölcseletdoktor, 1888 októberében tornatanár lett és mint ilyen 1888-tól 1898-ig működött.
Cikkei az Egyetemes Philologiai Közlönyben (1877. Ki hozta el Philoktetest Lemnos szigetéről? Egy alberti-irsai római felirat), a fehértemplom főgymnasium Értesítőjében (1899. Marcus Aurelius, fordításokkal, 1892. Longos, Daphnis és Cloë, fordítás, 1896. Lukianos, czikk és ford. 1898. Lukianos három párbeszédéne (ford.).

## Munkái
- Le Sage. Irodalomtörténeti életrajz, tekintettel a XVIII. század elején nyilvánuló tendentiákra. Fehértemplom, 1885. (Doktori értekezés).
- Epiktetos kézikönyvecskéje. Görögből ford. Uo. 1894. (Ism. Egyet. Philologiai Közlöny).
- Euboiai történet. Dio Chrysostomos beszédének fordítása. Uo. 1896. (Különny. a fehértemplomi főgymnaisum Értesítőjéből).
- Q. Horatii Flacci Epistulae. Magyarázta. I. füzet. Bpest, 1897. (Latin iskolai classicusokhoz való praeparatio).
- C. Julii Caesaris de bello Gallico. Liber I-VI. Uo. 1899., 1902., 1906. Három füzet. (Latin iskolai classicusokhoz praeparatiók. 57., 58.).
- Schenkl olvasókönyvének újabb átdolgozása. Uo. 1899.
- Szemelvények Cornelius Nepos életrajzaiból. 16. képpel és két térképpel. Magyarázatokkal és szótárral ellátva. A gymnasium III. oszt. számára. Uo. 1900.
- Curtius görög nyelvtanának újabb kiadása. Uo. 1901.
- P. Vergilii Maronis Aeneis. Magyarázta. X. füzet. VII. 616.-végig. VIII. 1-29-ig. Uo. 1904. (Latin és görög praeparatiók).
- Platon Apologiájához és Kritonjához praeparatio. Uo...